# Linia kolejowa nr 753
Linia kolejowa nr 753 – pierwszorzędna, jednotorowa, zelektryfikowana linia kolejowa znaczenia państwowego łącząca posterunek odgałęźny Grabiszyn ze stacją techniczną Wrocław Gądów.